# Zinjibar
Zinjibar (arabo: زنجبارا), è una città dello Yemen nel governatorato di Abyan. La città si trova nella costa sud-est del Paese ed è stata capitale del Sultanato di Fadhli.
| Controllo di autorità | J9U (EN, HE) 987007484864105171 |